# Jozef van Wissem
Jozef van Wissem (Maastricht, 20 november 1962) is een Nederlands luitspeler en componist. Zijn muziekstijl beweegt zich tussen barokmuziek en avant-gardemuziek, waarbij zijn composities soms een christelijk-mystieke thematiek hebben.

## Levensloop
Van Wissem groeide op in de Nederlandse stad Maastricht. Als kind leerde hij klassieke gitaar spelen. Begin jaren 1990 runde hij een café annex coffeeshop ("De Klok") in Groningen, waar veel krakers en alternatieve rock- en grungemuzikanten kwamen. Naar eigen zeggen kreeg hij genoeg van de rock-'n-roll-scene en de hectiek. Ook was hij ontevreden over zijn muziekdocenten, die hij saai vond. In 1993 verkocht hij zijn Gronings café en verhuisde op uitnodiging van een platenlabel uit Williamsburg naar New York. Hier studeerde hij luit bij Patrick O'Brien (1947-2014). In 2000 bracht hij zijn eerste album met luitmuziek uit.
Grotere bekendheid kreeg hij door zijn samenwerking met de Amerikaanse filmregisseur en musicus Jim Jarmusch, die hij in 2007 toevallig op straat in SoHo (New York) ontmoette en die hij een CD met zijn muziek meegaf. Samen met Jarmusch nam hij daarna een zestal albums op (stand eind 2023). Daarnaast werkte hij muzikaal samen met onder anderen Gary Lucas, Tetuzi Akiyama, James Blackshaw, Maurizio Bianchi, Tilda Swinton en Zola Jesus. In 2011 componeerde Van Wissem de muziek voor het computerspel The Sims Medieval. In 2013 componeerde en speelde hij de soundtrack voor de film Only Lovers Left Alive van Jarmusch, die op het Filmfestival van Cannes als de beste soundtrack werd onderscheiden. Ook schreef hij filmmuziek voor enkele stomme filmklassiekers uit het begin van de twintigste eeuw, waaronder Nosferatu van Friedrich Wilhelm Murnau en Der müde Tod van Fritz Lang. Voor de National Gallery in Londen componeerde hij muziek bij het schilderij De ambassadeurs van Hans Holbein.
Van Wissem bespeelt diverse luiten, waaronder een middeleeuws model, 6- tot 10-snarige renaissanceluiten en 11- tot 16-snarige barokinstrumenten. Hij maakt tevens gebruik van gitaarversterkers om audiofeedback te genereren. 

## Discografie (selectie)
Van Wissem heeft een eigen platenlabel, Incunabulum, maar brengt daarnaast werk uit op andere labels.
- 2000: Retrograde: A Classical Deconstruction (Persephone)
- 2002: Narcissus Drowning (Persephone)
- 2003: Simulacrum (BVHaast)
- 2003: Diplopia - met Gary Lucas (BVHaast)
- 2004: Proletarian Drift - met Tetuzi Akiyama (BVHaast)
- 2004: The Universe of Absence - met Gary Lucas (BVHaast)
- 2005: Objects in Mirror Are Closer Than They Appear (BVHaast)
- 2006: A Rose by Any Other Name: Anonymous Lute Solos of the Golden Age (Incunabulum)
- 2007: Stations of the Cross (Incunabulum)
- 2007: Das Platinzeitalter - met Maurizio Bianchi (Incunabulum)
- 2007: Hymn for a Fallen Angel - met Tetuzi Akiyama (Incunabulum)

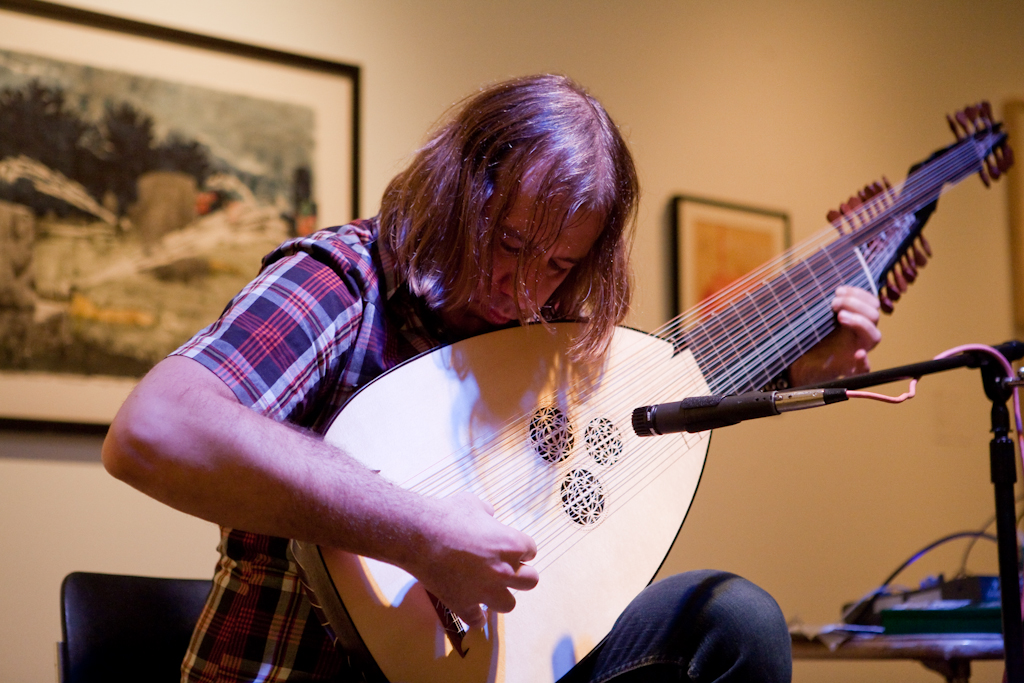
Van Wissem in 2009

- 2008: All Things Are from Him, Through Him and in Him - als Brethren of the Free Spirit (Audiomer)
- 2008: The Wolf Also Shall Dwell with the Lamb - als Brethren of the Free Spirit (Important Records)
- 2008: A Priori (Incunabulum)
- 2009: It Is All That Is Made (Important Records)
- 2010: Ex Patris (Important Records)
- 2010: Suite the Hen's Teeth - met Smegma (Incunabulum)
- 2010: Downland - met United Bible Studies (Incunabulum)
- 2010: A Prayer for Light - met Heresy of the Free Spirit (Incunabulum)
- 2011: The Joy That Never Ends (Important Records)
- 2012: Concerning the Entrance Into Eternity[11] - met Jim Jarmusch (Important Records)
- 2012: Apokatastasis - met Jim Jarmusch (Incunabulum)
- 2012: The Mystery of Heaven[12] - met Jim Jarmusch en Tilda Swinton (Sacred Bones Records)
- 2012: Arcana Coelestia (The Spring Press)
- 2013: Nihil Obstat (Important Records)
- 2014: Only Lovers Left Alive - soundtrack van de gelijknamige film van Jim Jarmusch; met SQÜRL, Zola Jesus en Yasmine Hamdan (Naked Kiss Music / Atp Recordings)
- 2014: It Is Time For You To Return (Crammed Discs)
- 2015: Partir to Live (Sacred Bones)
- 2016: When Shall This Bright Day Begin (Consouling Sounds)
- 2017: New Lute Music For Film (Incunabulum)
- 2017: Nobody Living Can Ever Make Me Turn Back (Consouling Sounds)
- 2018: We Adore You, You Have No Name (Consouling Sounds)
- 2019: An Attempt to Draw Aside the Veil - met Jim Jarmusch (Sacred Bones Records)
- 2020: Ex Mortis (Consouling Records)
- 2022: Behold! I Make All Things New (Incunabulum)
- 2022: Nosferatu – The Call Of The Deathbird (Incunabulum)[3]
- 2023: American Landscapes - met Jim Jarmusch (Incunabulum Records)
- 2024: The Night Dwells in the Day (Incunabulum)